# ゾロターン S-18/100
ゾロターン S-18/100（Solothurn S-18/100）とは、スイスのSolothurn社が開発した対戦車ライフルである。

## 概要
S-18はゾロターン社によって1936年から開発され、1937年に完成した。同社はドイツの会社であるラインメタルに保有され、実質的にはドイツ向けの兵器生産を担っていた。これはドイツ企業がヴェルサイユ条約によって課せられた兵器の生産に関わる禁止事項を回避するためのものであった。
本銃の設計は第1次世界大戦末期にラインメタル社で開発された20mm航空機関砲が基礎になっており、長大な銃身に大型の機関部を持ち、中央部には給弾部および排莢口と銃把がある。機関部後半の内部は、リコイルスプリングの収納部、及び反動利用式故の遊底後座距離の確保空間となっている。二脚に加え、大型の機関部を支えるため、床尾部下面には単脚が備えられていた。
作動方式は銃身後座式反動利用方式（ショートリコイル方式）による半自動式で、使用弾薬は20×105mmベルテッドケース弾である。給弾は銃の左側面に水平に取り付けられた箱形弾倉でなされ、弾倉は5発もしくは10発（通常はこちらが用いられた）装弾のものが用いられた。
フィンランドで使用されたS-18/154の情報によれば、本銃は距離100mの場合撃角90度で35mm、60度で20mmの装甲を貫通できた。距離500mでは威力が撃角90度で23mm、60度で16mmに減少した。
派生型としては幾つかの輸出用マイナーチェンジ型の他、作動形式を全自動式として航空機搭載型としたS-18/350、20×138mmベルテッドケース弾に変更したS-18/1000、/1000を全自動射撃を可能としたS-18/1100がある。
本銃は“対戦車ライフル”と分類されているものの、根本的な設計は航空機関砲としてのものであり、その構造と外観はライフル（小銃）というよりは機関砲に近く、大型で強力な弾薬を用いることから相当な反動が生じ、またそのサイズと重量は個人による携行を非常に難しいものとしていた。第2次大戦において、各国の対戦車ライフルはどれも戦車の進歩に威力が追いつかず、急速に陳腐化した。S-18は20mmという大口径を持つために、戦車の装甲に対しての有用性が低下した後も陣地攻撃用などに転用されて使用されたが、大型で大重量のために使い勝手が悪く、運用に多数の人員を必要とすることもあり、成形炸薬弾頭を持つロケット弾を用いる携行対戦車兵器が登場すると、速やかにそれらに替わられていった。

## 生産と運用
生産は1938年から開始された。ゾロターン社の他、ハンガリーのダヌビア（Danuvia）社でも"36.M 20mm Nehézpuska"の名称でライセンス生産された。第2次世界大戦前のエストニアがライセンスなしで製造（要はデッドコピー）したSolothurn S-18/100と呼ばれるものがあるが、これはソビエト連邦によるエストニア占領の直前に20挺だけが生産されたにとどまる。
事実上の開発国のドイツではPanzerbüchse 785（PzB 785）の名称で、また航空機搭載型をMG204（Lb204）の名称で制式採用し装備したが、陸上用の対戦車兵器としての装備は限定的なものに留まっている。
1930年代後半から末にかけて、ドイツの他、派生型のS-18/1000およびS-18/1100を含む、S-18シリーズの様々なモデルが、スイス、ハンガリー、ブルガリア、イタリアそしてオランダによって使用された。
1940年3月には、冬戦争で戦いを続けるフィンランドを支援するべくスイスで資金が集められ、フィンランドはスイス軍を名目上の購入者として、12挺のS-18/154（S-18/100の輸出用マイナーチェンジ型）を購入した。フィンランドへの到着は戦争終結後の春となったものの、これらの銃は後の継続戦争で使用された。しかしすぐに本銃は、フィンランドの意図した任務において旧式であると判明した。
アメリカでは1939年に2基を購入、1940年から1941年にかけて"20mm automatic gun T3"の名称を与えて評価試験を行い、更に50基を導入して実用試験の後にライセンス生産する計画であったが、開戦によりライセンス生産権の獲得が困難になり、計画を放棄している。

## ギャラリー

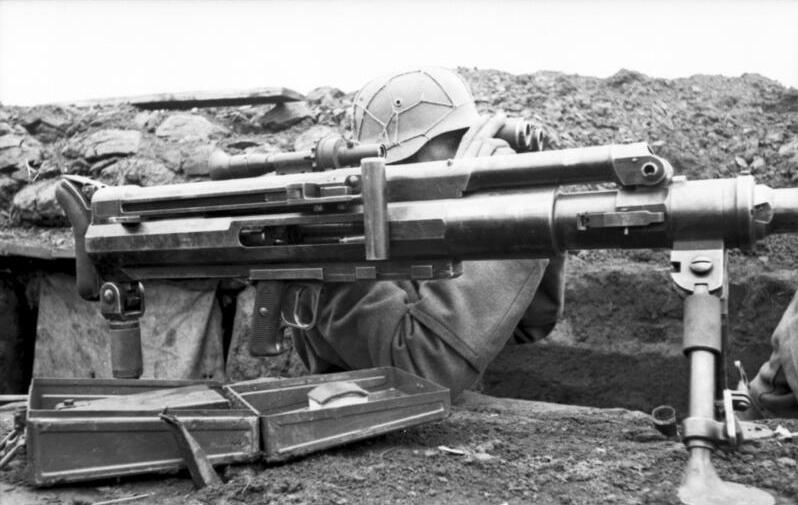
ハンガリー軍の野戦陣地に据えられたS-18/100（36.M） 機関部右側面中央にある棒状のものが装填把柄（コッキングレバー）である
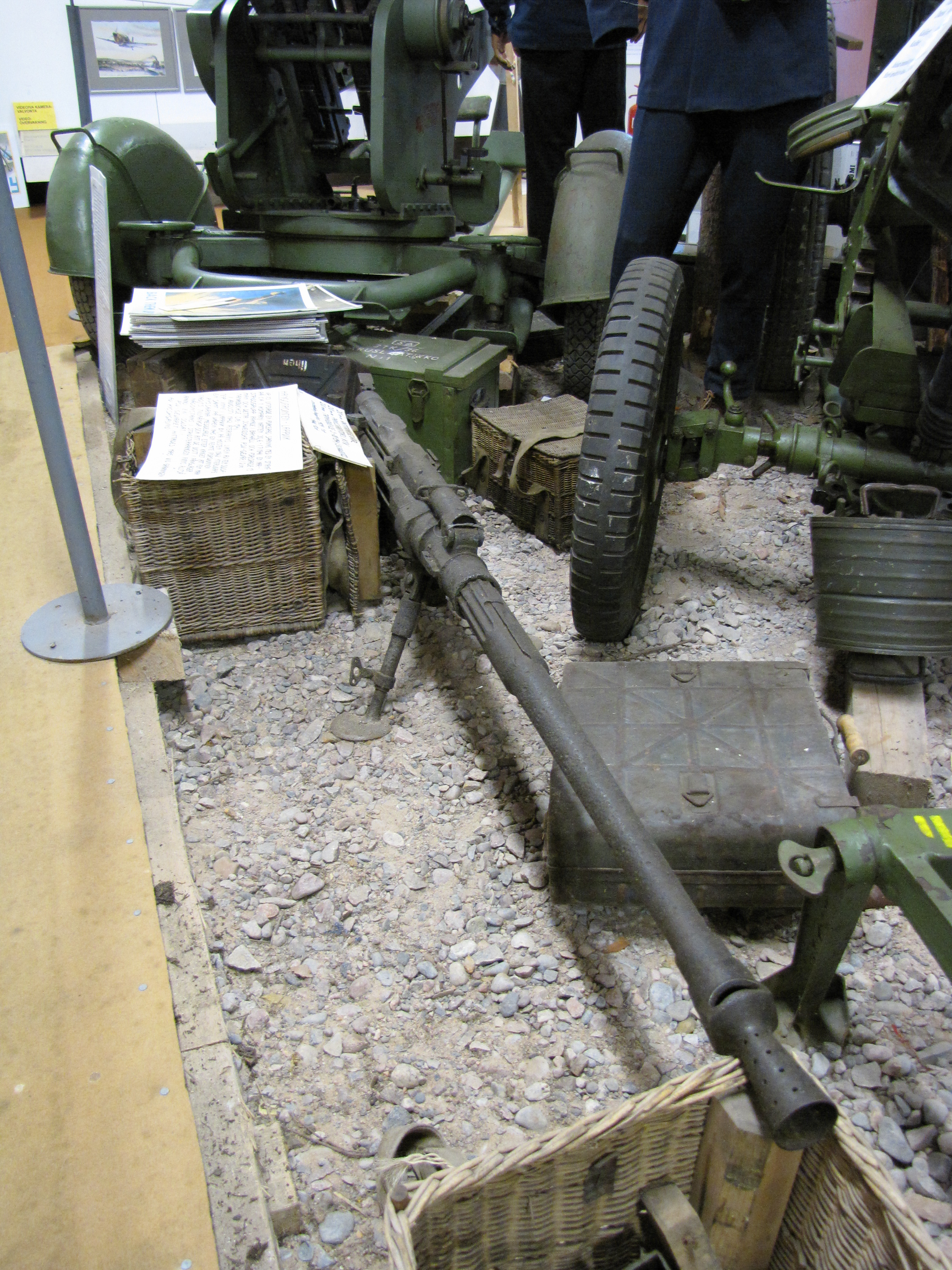
フィンランドの博物館に展示されているS-18/154
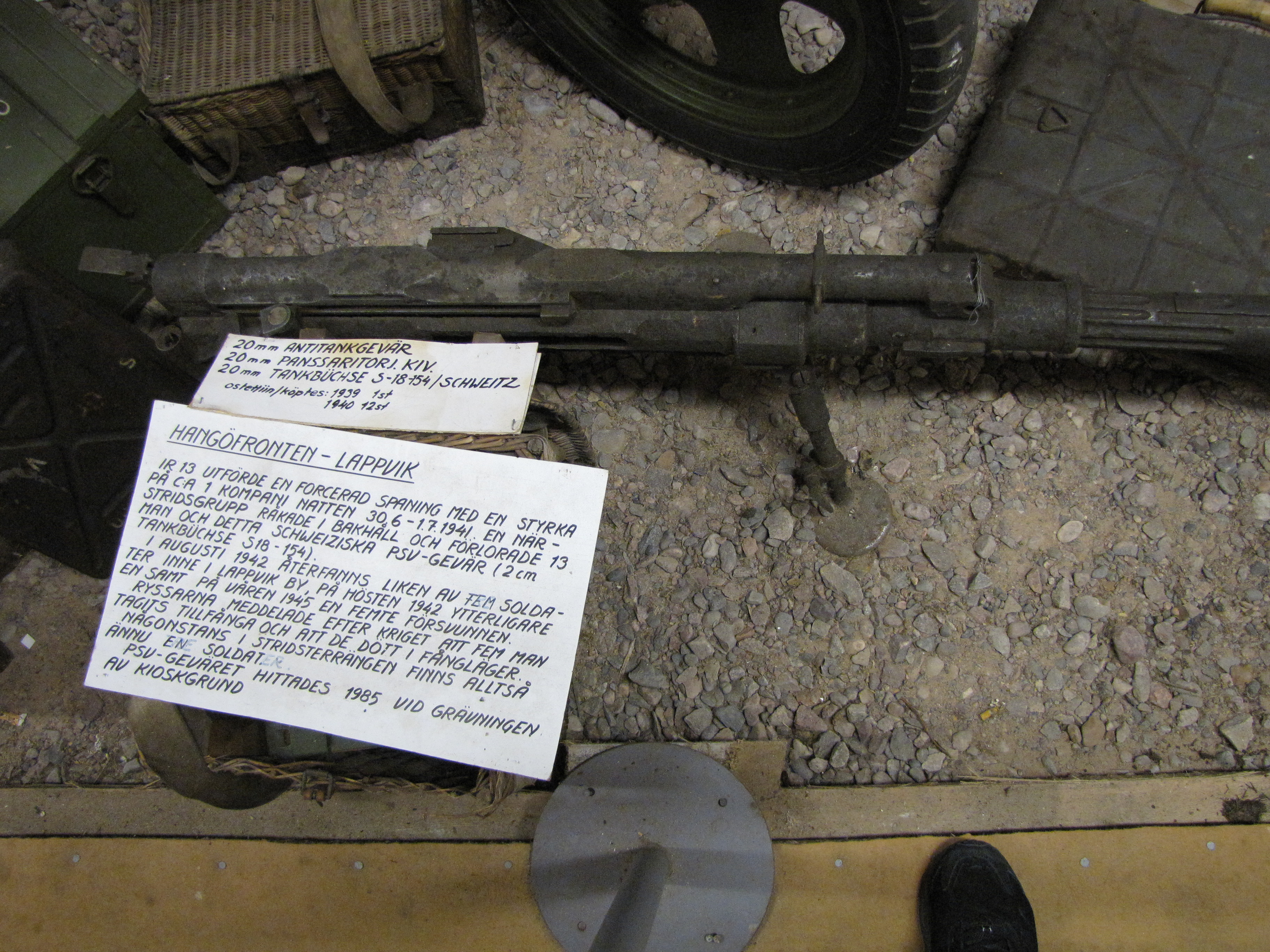
フィンランドの博物館に展示されているS-18/154とその解説板

## 派生型

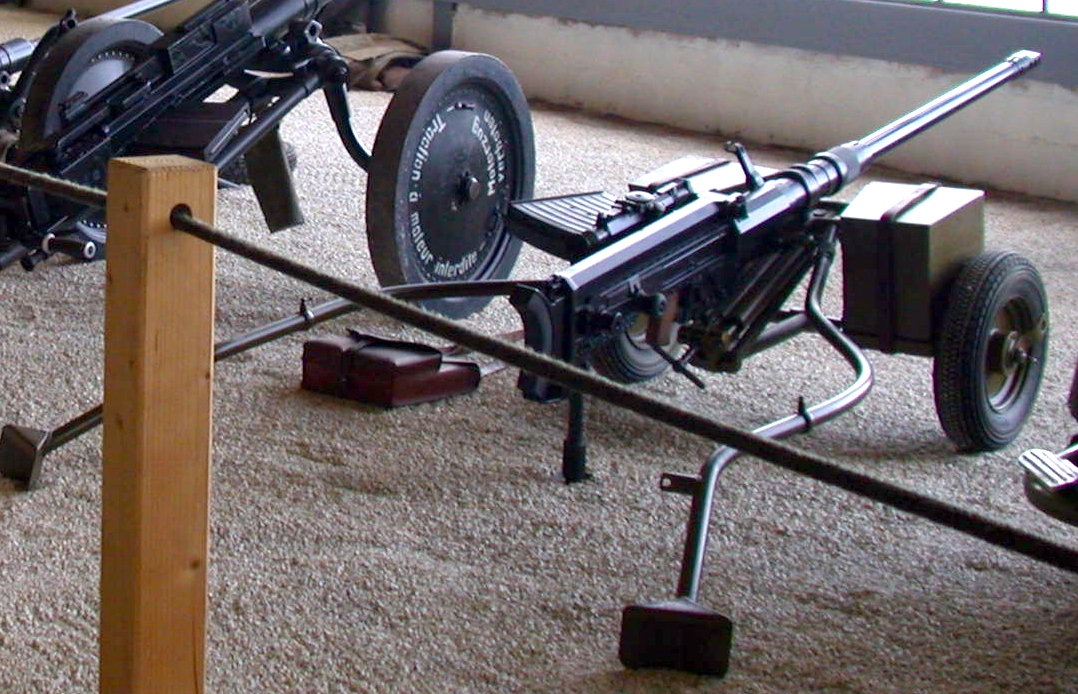
車輪付き銃架に架装されたS-18/1000

ゾロターン S-18/1000
装薬を増した高初速化弾、20×138mmベルテッドケース弾を使用する改良型。S-18/100とは、機関部前半部がやや細身になっていること、銃口部が単孔形の砲口制退器（マズルブレーキ）にラッパ状の消炎器を組み合わせたものから、長方形多孔式の消炎器兼制退器に変更されていること、コッキングレバーの位置が機関部右側面後部に移動し、チェーンを用いた回転クランク式に変更されていることで識別できる。
ゾロターン S-18/1100
S-18/1000を全自動射撃可能としたフルオートマチック版。20×138mmベルテッドケース弾を使用。対空銃架に搭載して対空機関砲としても用いられた。
S-18/350
全自動射撃可能とした航空機搭載型。弾薬はS-18/100と同じく20×105mmベルテッドケース弾を使用する。
MG204
S-18/350のドイツ軍制式名。当初は"Lb204"とも呼ばれた。
Do217双発爆撃機の機首防御機銃に予定されていた他、Do26大型飛行艇の試作型や、Bv138飛行艇の初期型の動力回転銃座の備砲として搭載されたが、航空機関砲としては重量がありすぎる上、発射速度が遅く（500発/分）、給弾は20発ドラム弾倉を用いる方式であったが、装弾不良が多発し、MG151/20航空機関砲が実用化されると速やかにこれに更新されている。使用弾薬を20×105mmリムレス弾に変更した改良型も開発されて製造されたが少数使用に終わり、リムレス弾仕様のベルト給弾式モデルであるMG204Gも開発されたが、採用はされていない。

## ゾロターンS-18系を搭載した車輛
38Mトルディ I/II 軽戦車
ハンガリーがスウェーデン製のランズベルク L-60をライセンス生産した軽戦車。ハンガリーがS-18/100を国産化した"36.M 20mm Nehézpuska"（「36M 20mm 重ライフル」の意）を主武装として搭載。
39Mチャバ偵察装甲車
ハンガリー製の偵察用4輪装甲車。36.M 20mm Nehézpuskaを主武装として搭載。
TKS
ポーランド製豆戦車。20mm砲搭載型の試作車がS-18/100を搭載。量産車はより強力なポーランド国産の20mmFK model A/wz.38機関砲を搭載。

## 登場作品
『86-エイティシックス-』（2021年）
アニメーション版第16話にギアーデ連邦軍の装備の一つとして登場。
『ガンスミスキャッツ』(1992-1997年)
園田健一による日本の漫画作品。第18話において車輪付き銃架に搭載されたS-18がマフィアの構成員の用いる重火器として登場する。
『ブレイブウィッチーズ』（2016年）
TVアニメ『ストライクウィッチーズ』のシリーズ作品の一つ。東部戦線を担当する第502統合戦闘航空団を舞台とした作品で、第2話で主人公の姉である雁淵孝美中尉の装備として登場。
『ライディングビーン』（1989年）
漫画家の園田健一が小説の挿絵として描いたものを基に発展させた漫画作品で、それらを原作としてオリジナルビデオアニメーションとして制作されたもの。車輪付き銃架に搭載されたS-18/1000が大富豪の警護要員が使用する火器して登場。